# Lipans
Cet article concerne le peuple amérindien. Pour la langue, voir lipan.

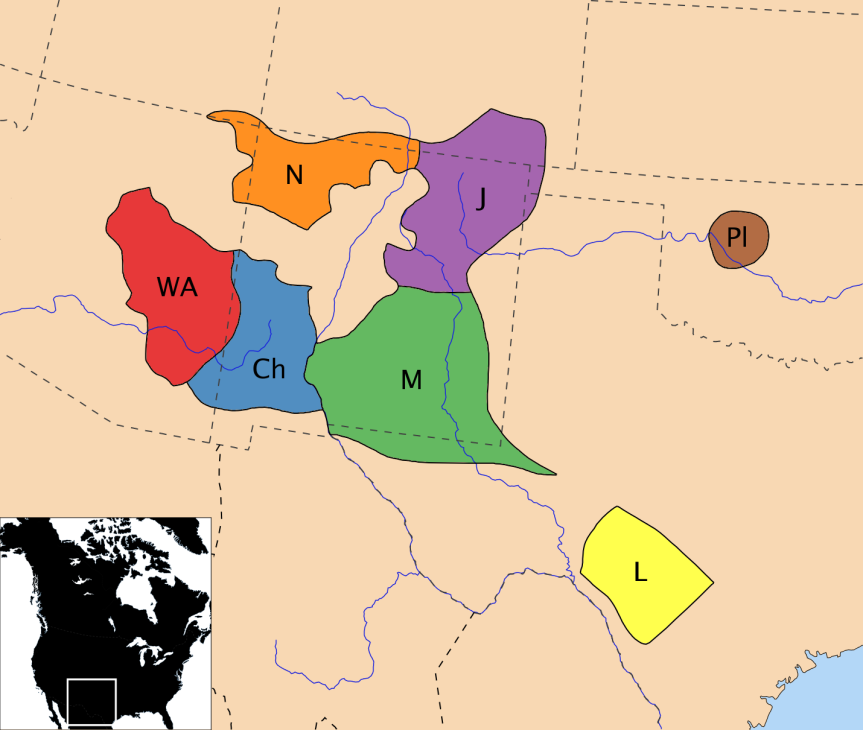
Répartition des tribus apaches au XVIIIe siècle : Ch – Chiricahuas, WA – Apaches de l'Ouest, N – Navajos, M – Mescaleros, J – Jicarillas, L – Lipans, Pl – Apaches des Plaines.

Les Lipans sont un groupe d'Apaches vivant dans le Sud-Ouest des États-Unis. Avant le contact avec les Européens, ils vivaient dans les plaines du Texas avant de migrer pour une grande partie d'entre eux au Nouveau-Mexique après une série d'attaques menées par les Comanches, puis au Mexique lorsque les Américains ont entrepris de mener une politique d'extermination. Une grande partie des Lipans vivent aujourd'hui dans la réserve indienne de Mescalero Apache au Nouveau-Mexique.